# 129234 Сіллі
129234 Сіллі (129234 Silly) — астероїд головного поясу, відкритий 8 серпня 2005 року.
Тіссеранів параметр щодо Юпітера — 3,623.